# Poliandria

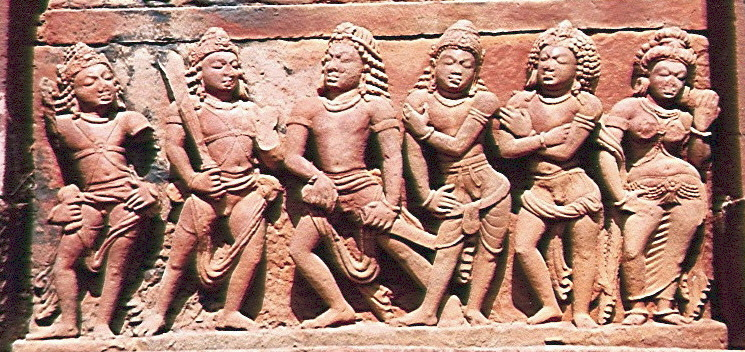
Los cinco príncipes Pandava, héroes de la épica Mahabharata, con su esposa en común llamada Draupadi.

Poliandria (del griego polýs: muchos y andrós: hombre) es una condición menos extendida geográficamente (al menos en tiempos históricos), análoga a la poliginia, en la cual una mujer puede estar al mismo tiempo en matrimonio con varios varones.
Las formas más notorias de poliandria se han observado en la Creta antigua, las etnias tradicionales del Tíbet, los inuit, la etnia matriarcal de los mosuo, que habitan las provincias chinas de Yunnan y Sichuan, o entre los awás de Brasil. En todos los casos conocidos, la poliandria se debe a que en las poblaciones en donde se ha practicado ha existido una alta tasa de masculinidad, un exceso numérico de varones en relación con el de mujeres casaderas posibles, y los varones que se han vinculado con  mujeres de su misma etnia, no pueden vincularse con mujeres de otras etnias. La alta tasa de masculinidad entre las etnias en cuestión casi siempre ha sido ocasionada por el infanticidio de las mujeres neonatas. De modo que se debe evitar la creencia según la cual la poliandria se corresponde siempre con sociedades matriarcales. En general, la poliandria se ha practicado compartiendo varios hombres por una mujer. Si la poliandria no implica matriarcados, en cambio sí suele implicar matrilinajes. En efecto, siendo la única progenitora cierta la mujer, en las sociedades con poliandria resulta más fácil establecer el linaje parental cierto al ser referente la mujer.

## En biología
La poliandria también se da en el reino animal, por ejemplo, en ciertos insectos, peces, aves y mamíferos. Son de destacar ciertos himenópteros sociales, como la abeja doméstica y sus parientes y muchas especies de hormigas.